# Blütengrund

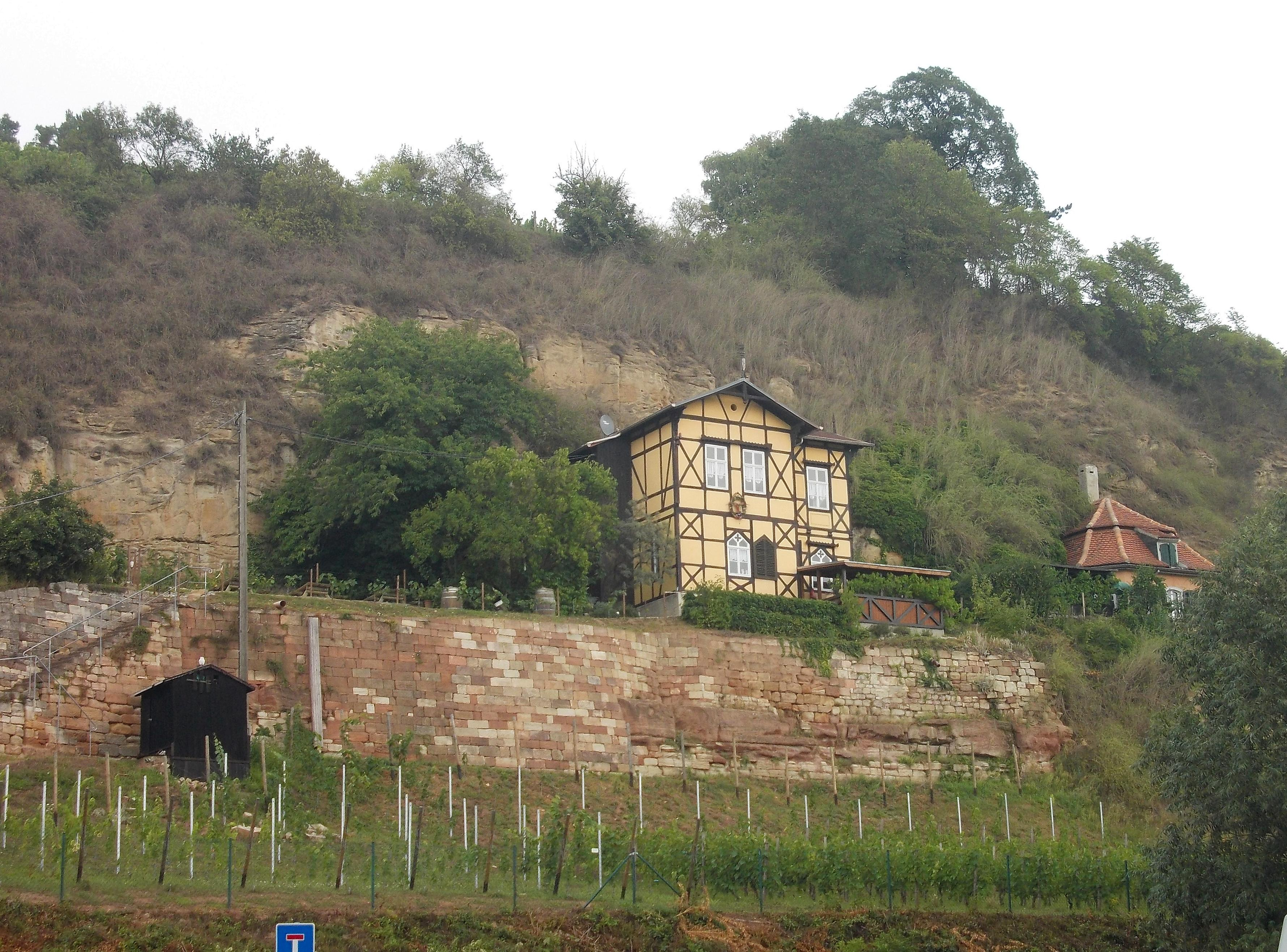
Weinberg im Blütengrund

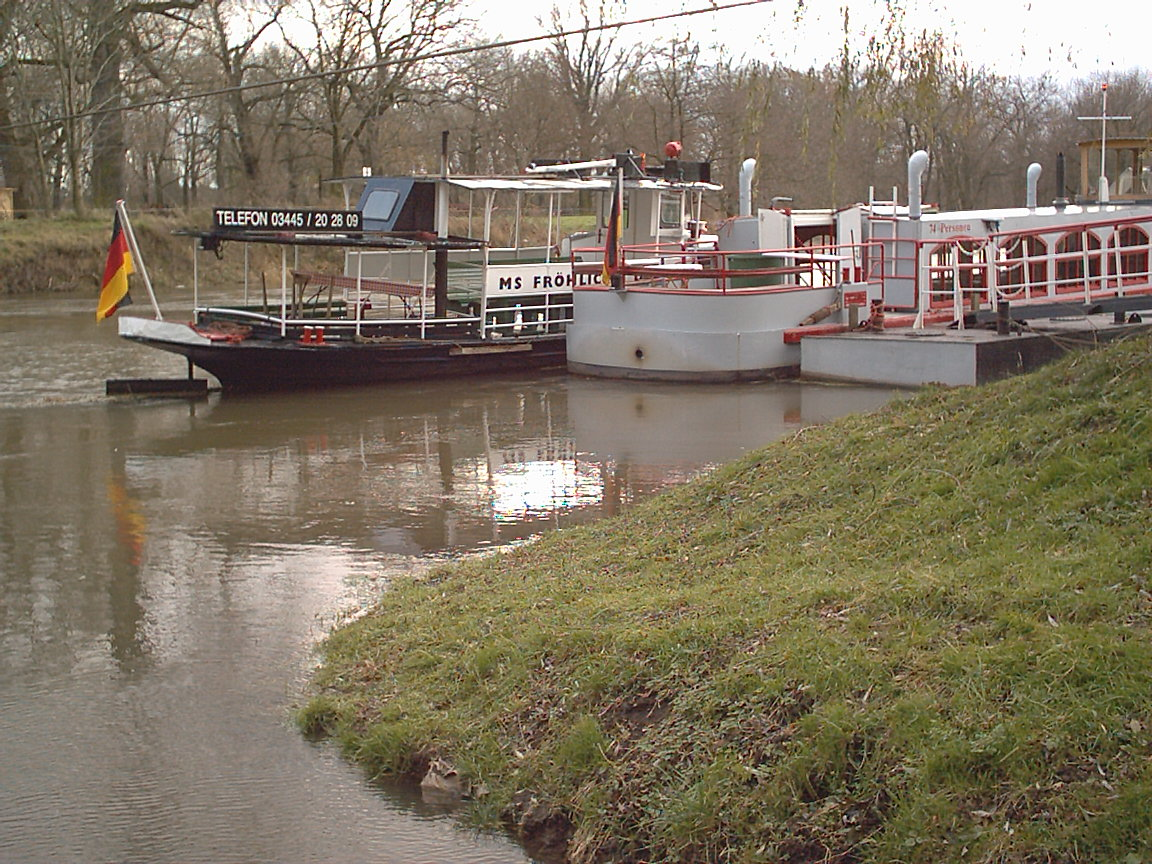
Ausflugsdampfer MS „Fröhliche Dörte“

Der Blütengrund ist eine Flurbezeichnung auf dem Gebiet von Naumburg (Saale) bzw. Großjena im Bereich der Mündung der Unstrut in die Saale und bezeichnet die durch Weinbergsterrassen gesäumten Auen der beiden Flüsse. Er liegt im Naturpark Saale-Unstrut-Triasland und gehört zu den bedeutendsten touristischen Zielen der Saale-Unstrut-Region, wo zahlreiche geschichtliche, landschaftliche und kulturelle Besonderheiten in besonderer Dichte vorliegen.
Der Blütengrund ist ein Wandergebiet für Naturliebhaber, für das die sanft ansteigenden Weinberge den Rahmen bilden. Es gibt zahlreiche Straußwirtschaften auf den Weinbergen. Im Blütengrund gibt es einen Campingplatz.
Eine Fähre ermöglicht Wanderern die Überquerung des Flusses von und in Richtung Großjena. Vom Ablegeplatz der Fähre legten bis 2016 in den Sommermonaten auch Ausflugsdampfer ab, welche Touristen zwischen Großjena und Freyburg an der Unstrut, der nächsten Stadt in nördlicher Richtung, beförderten. Das waren von Karsdorf bis zur Mündung im Naumburger Blütengrund drei Personenschiffe, die 1888 erbaute MS „Fröhliche Dörte“, die 1908 erbaute MS „Unstrutnixe“ und die 1969 erbaute MS „Reblaus“, die den Personenschiffsverkehr übernahmen. Auf der Naumburger Seite des Blütengrundes befinden sich große Streuobstwiesen.
Oberhalb vom Blütengrund auf dem Hang des Weinberges stehen die Häuser der Akademie Haus Sonneck, einer Heimvolkshochschule. Auf der Großjenaer Seite des Blütengrundes hatte der Leipziger Maler Max Klinger seit 1903 seinen Weinberg. Bemerkenswert ist auch das Steinerne Bilderbuch. Zahlreiche Gebäude der gleichnamigen Straße durch den Blütengrund stehen unter Denkmalschutz, darunter das Fährwindenhaus und das Fährhaus sowie verschiedene Villen und Weinberghäuser.